# Zastupitelstvo města Brna

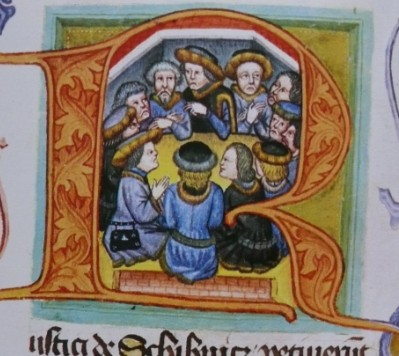
Zasedání městské rady (Brněnská právní kniha Václava z Jihlavy, r. 1446)

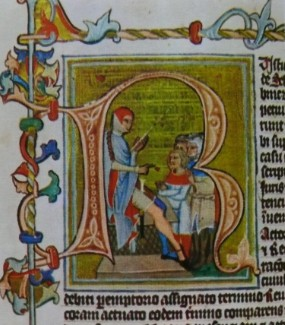
Rychtář na soudcovské stolici (Brněnská právní kniha písaře Jana, 14. století)

Zastupitelstvo města Brna je nejvyšším orgánem samosprávy města Brna. Má 55 členů a sídlí v Nové radnici na Dominikánském náměstí.
Zastupitelstvo má 55 členů z nichž se volí rada města, která má 11 členů a zodpovídá se zastupitelstvu města. Rada města se skládá z primátora, jeho čtyř náměstků a šesti radních.
Dnešní zastupitelstvo mělo v minulosti různé názvy: městská rada, městský výbor, obecní výbor, městský národní výbor.

## Historie

### Do roku 1849
Až do vydání privilegia v roce 1243 se soudní, správní a finanční moc soustředila v rukou jediné osoby – královského rychtáře, tedy zástupce a reprezentanta krále. V lednu 1243 udělil Václav I. Brnu první privilegium, které udělovala městu různé výsady včetně vlastní samosprávy. Správou města bylo pověřeno 24 konšelů, kteří tvořili městskou radu. Té předsedal rychtář, který řídil zasedání a vykonával rozhodnutí rady. Městská rada se obnovovala pravidelně jednou za rok a měla moc nejen správní, ale i soudní
Členové městské rady se rozdělili do dvou skupin po dvanácti. První půlka tvořila novou radu spravující město po dobu jednoho roku a druhá půlka, která sestávala z radních z loňské nové rady, se zformovala do staré rady, poradního orgánu nové rady v nejdůležitějších záležitostech města. Privilegium krále Václava II., udělené městu dne 13. března 1292, zaručovalo brněnským měšťanům svobodnou volbu svých konšelů. V roce 1304 přišel panovník o právo určovat rychtáře. Nadále jej však mohl dosazovat a sesazovat.
V roce 1376, kdy moravský markrabě Jošt zcizil dědičný rychtářský úřad městu Brnu, se purkmistr stal ve městě „prvním mužem“ a nadřadil se i nad rychtáře, dosavadního zástupce pána města. Ten se naopak musel podřídit městské radě.
V 15. století se funkční období prodloužilo na více než rok a tytéž osoby do ní byly opětovně dosazovány již ne po dvou, ale třech letech. Král Ladislav Pohrobek roku 1453 Brnu potvrdil právo svobodné volby rady. Post purkmistra byl obsazován na omezenou dobu čtyř týdnů vždy jedním členem konšelského sboru.

### 1850–1945
Roku 1850 bylo k městu připojeno dalších 32 okolních obcí a předměstí. V čele stál 48členný městský výbor, který volil na 3 roky starostu, místostarostu a 9 radních, kteří dohromady tvořili městskou radu.
Zastupitelstvo (v té době jako obecní výbor) vzniklo v roce 1851, kdy začal zastupovat a řídit město a spolu s městskou radou v čele s voleným starostou. Zastupitelstvo fungovalo s výjimkou okupace, kdy bylo rozpuštěno a vládu ve městě převzal
vládní komisař, a s výjimkou éry národního výboru.
Obecní zastupitelstvo města Brna se skládalo z 48 členů rozdělených do tří sborů po 16 členech. Do prvního sboru byli voleni ti, kteří platí nejméně 105 zlatých ročně č. přímé daně, do druhého sboru, kdo platí méně než 105 zlatých ročně č. příme daně a nejméně 42 zlatých ročně č. a do třetího sboru ti,
kdož platí méně než 42 zlatých ročně č. přímé daně.
Podle § 22. obecního řádu pro zemské hlavní město Brno (zákon ze dne 3. května 1905 č. 56 zemsk. zák. mor.) skládala se do té doby obecní rada - poté podle § 1. novely k obecnímu zřízení (zákon ze dne 7. února 1919) "městské zastupitelstvo" ze 57
členů. V roce 1919 došlo v § 9 řádu volení v obcích k úpravám. Podle § 9. nového
volebního řádu, města která mají přes 100 000 obyvatel, zvýšit počet zastupitelů z 57 na 60 členů. Protože ve stejném roce mělo dojít ke vzniku Velkého Brna a tím skoro ke zdvojnásobení počtu obyvatel a zvýšení administratívy
byl § 9 řádu doplněn o dodatek, že městské zastupitelstvo města Brna má mít 90 členů. Navýšení počtu zastupitelstva nabylo účinnosti v den vzniku Velkého Brna dne 16. dubna 1919.

### Po roce 1990

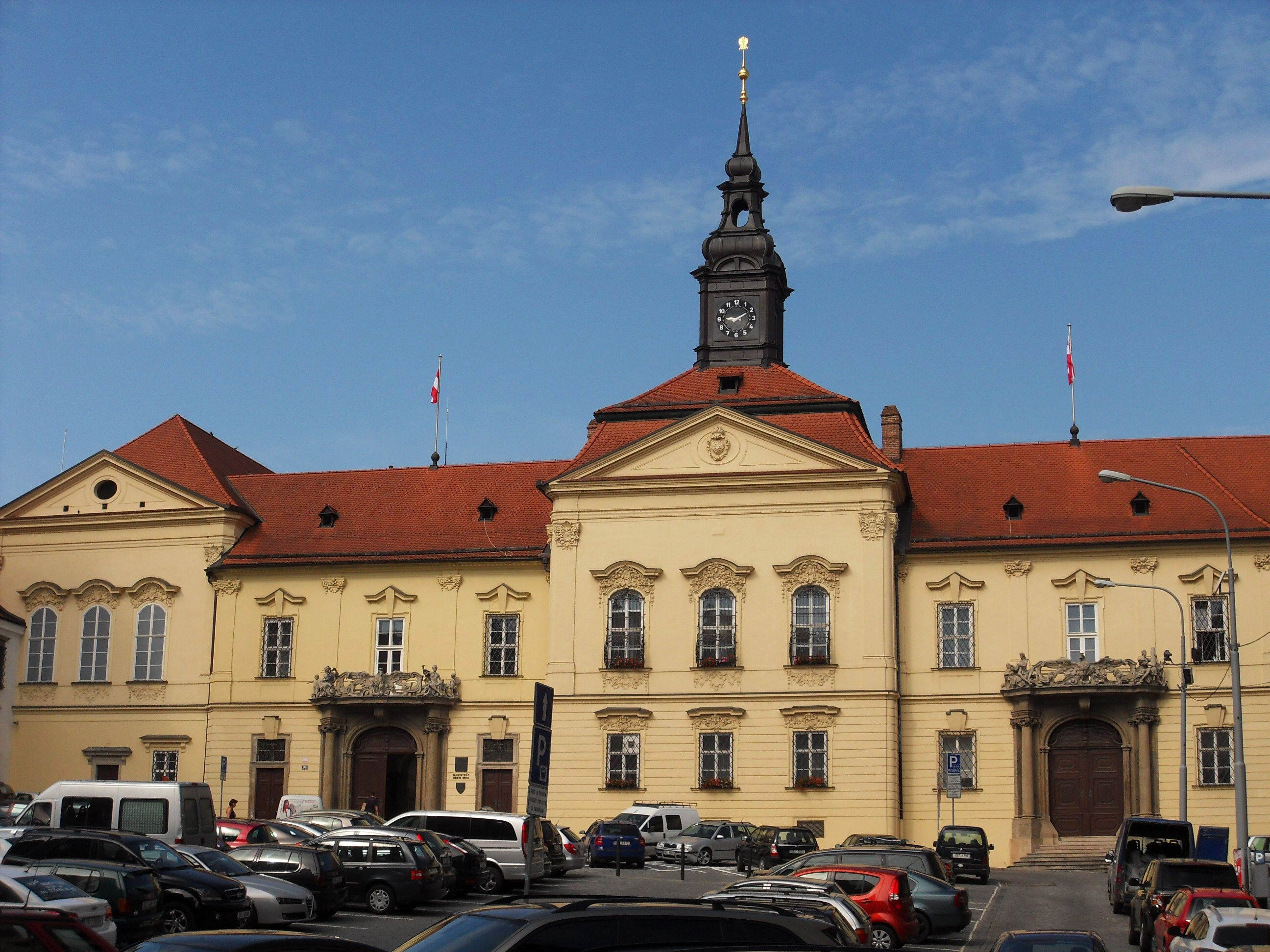
Nová radnice na Dominikánském náměstí, sídlo zastupitelstva

Česká národní rada v roce 1990 schválila zákon o volbách do zastupitelstev v obcích, podle kterého mělo mít Brno 50 - 70 členů zastupitelstva. Při prvních volbách se v roce 1990 volilo 60 zastupitelů, poté se ale počet snížil na 55. K ustavení klubu je třeba nejméně 3 členů zastupitelstva.
Mezi jeho povinnosti kromě jiného patří:
- ze svých členů volí primátora, jeho náměstky a další členy Rady města
- zřizuje a zrušuje výbory a volí jejich předsedy a další člen
- schvaluje program rozvoje města, rozpočet města a obecně závazné vyhlášky ve věcech samostatné působnosti
- je oprávněno udělovat čestné občanství města a ceny města Brna
- a vykonává další činnosti dle zákona o obcích

## Zastupitelstvo

### Zastupitelstvo ve volebním období 1990–1994
| Volební strana                                                | Mandáty |
| ------------------------------------------------------------- | ------- |
| HSD-SMS                                                       | 19      |
| Občanské fórum                                                | 11      |
| Sdružení pro Brno                                             | 7       |
| Komunistická strana Čech a Moravy                             | 6       |
| Československá strana lidová                                  | 6       |
| Moravskoslezský demokratický blok (koalice ČSD, ČSS, LDS, SZ) | 6       |
| Pravý blok (KDS a RS-SB)                                      | 5       |

### Zastupitelstvo ve volebním období 1994–1998
| Strana                                                        | Mandáty |
| ------------------------------------------------------------- | ------- |
| Křesťanská a demokratická unie – Československá strana lidová | 5       |
| Liberální strana národně sociální                             | 1       |
| Strana zelených                                               | 1       |
| Česká strana sociálně demokratická                            | 5       |
| Občanská demokratická aliance                                 | 7       |
| Moravská národní strana                                       | 2       |
| Komunistická strana Čech a Moravy                             | 7       |
| Svobodní demokraté (OH)                                       | 1       |
| Občanská demokratická strana                                  | 14      |
| Strana podnikatelů, živnostníků a rolníků ČR                  | 1       |
| Demokratická unie                                             | 2       |
| Hnutí samosprávné Moravy a Slezska                            | 2       |
| Koalice SPR-RSČ, SDČR                                         | 3       |
| Koalice KDS, KAN                                              | 1       |
| Sdružení DŽJ, NK                                              | 2       |
| Sdružení ČMSS, NK                                             | 1       |

### Zastupitelstvo ve volebním období 1998–2002
| Strana                                                        | Mandáty |
| ------------------------------------------------------------- | ------- |
| Křesťanská a demokratická unie – Československá strana lidová | 7       |
| Strana zelených                                               | 1       |
| Česká strana sociálně demokratická                            | 12      |
| Sdružení pro republiku – Republikánská strana Československa  | 1       |
| Občanská demokratická aliance                                 | 1       |
| Komunistická strana Čech a Moravy                             | 6       |
| Občanská demokratická strana                                  | 16      |
| Demokratická unie                                             | 1       |
| Moravská demokratická strana                                  | 1       |
| Hnutí samosprávné Moravy a Slezska                            | 1       |
| Nezávislí                                                     | 1       |
| Unie svobody – Demokratická unie                              | 5       |
| Hnutí za prosperitu Brna                                      | 1       |
| Sdružení VPM, NK                                              | 1       |

### Zastupitelstvo ve volebním období 2002–2006
| Strana                                                        | Mandáty |
| ------------------------------------------------------------- | ------- |
| Občanská demokratická strana                                  | 22      |
| Česká strana sociálně demokratická                            | 11      |
| Křesťanská a demokratická unie – Československá strana lidová | 9       |
| Komunistická strana Čech a Moravy                             | 9       |
| Strana zelených                                               | 4       |

### Zastupitelstvo ve volebním období 2006–2010
| Strana                                                        | Mandáty |
| ------------------------------------------------------------- | ------- |
| Občanská demokratická strana                                  | 19      |
| Česká strana sociálně demokratická                            | 13      |
| Strana zelených                                               | 7       |
| Křesťanská a demokratická unie – Československá strana lidová | 6       |
| BRNO2006 – tým J. Zlatušky                                    | 5       |
| Komunistická strana Čech a Moravy                             | 5       |

### Zastupitelstvo ve volebním období 2010–2014
| Strana                                                        | Mandáty |
| ------------------------------------------------------------- | ------- |
| TOP 09                                                        | 9       |
| Strana zelených                                               | 3       |
| Komunistická strana Čech a Moravy                             | 4       |
| Česká strana sociálně demokratická                            | 19      |
| Občanská demokratická strana                                  | 14      |
| Křesťanská a demokratická unie – Československá strana lidová | 6       |

### Zastupitelstvo ve volebním období 2014–2018
| Strana                                                        | Mandáty |
| ------------------------------------------------------------- | ------- |
| Křesťanská a demokratická unie – Československá strana lidová | 7       |
| Strana zelených                                               | 4       |
| Česká strana sociálně demokratická                            | 11      |
| Komunistická strana Čech a Moravy                             | 4       |
| Občanská demokratická strana                                  | 5       |
| Žít Brno (s podporou České pirátské strany)                   | 7       |
| TOP 09                                                        | 4       |
| ANO 2011                                                      | 13      |

### Zastupitelstvo ve volebním období 2018–2022
| Strana                                             | Mandáty |
| -------------------------------------------------- | ------- |
| Česká strana sociálně demokratická                 | 5       |
| ANO 2011                                           | 18      |
| Občanská demokratická strana a podporou Svobodných | 14      |
| Česká pirátská strana                              | 6       |
| Svoboda a přímá demokracie - Tomio Okamura (SPD)   | 4       |
| KDU-ČSL                                            | 8       |

### Zastupitelstvo ve volebním období 2022–2026
| Strana                           | Mandáty |
| -------------------------------- | ------- |
| SPD+Trikolora+MORAVANÉ+Nezávislí | 6       |
| ANO 2011                         | 13      |
| Společně - ODS a TOP 09          | 16      |
| KDU-ČSL a STAN                   | 10      |
| Česká pirátská strana            | 4       |
| ČSSD a Nezávislí                 | 3       |
| Zelení+Žít Brno+Idealisté        | 3       |